# 프랜시스 리드

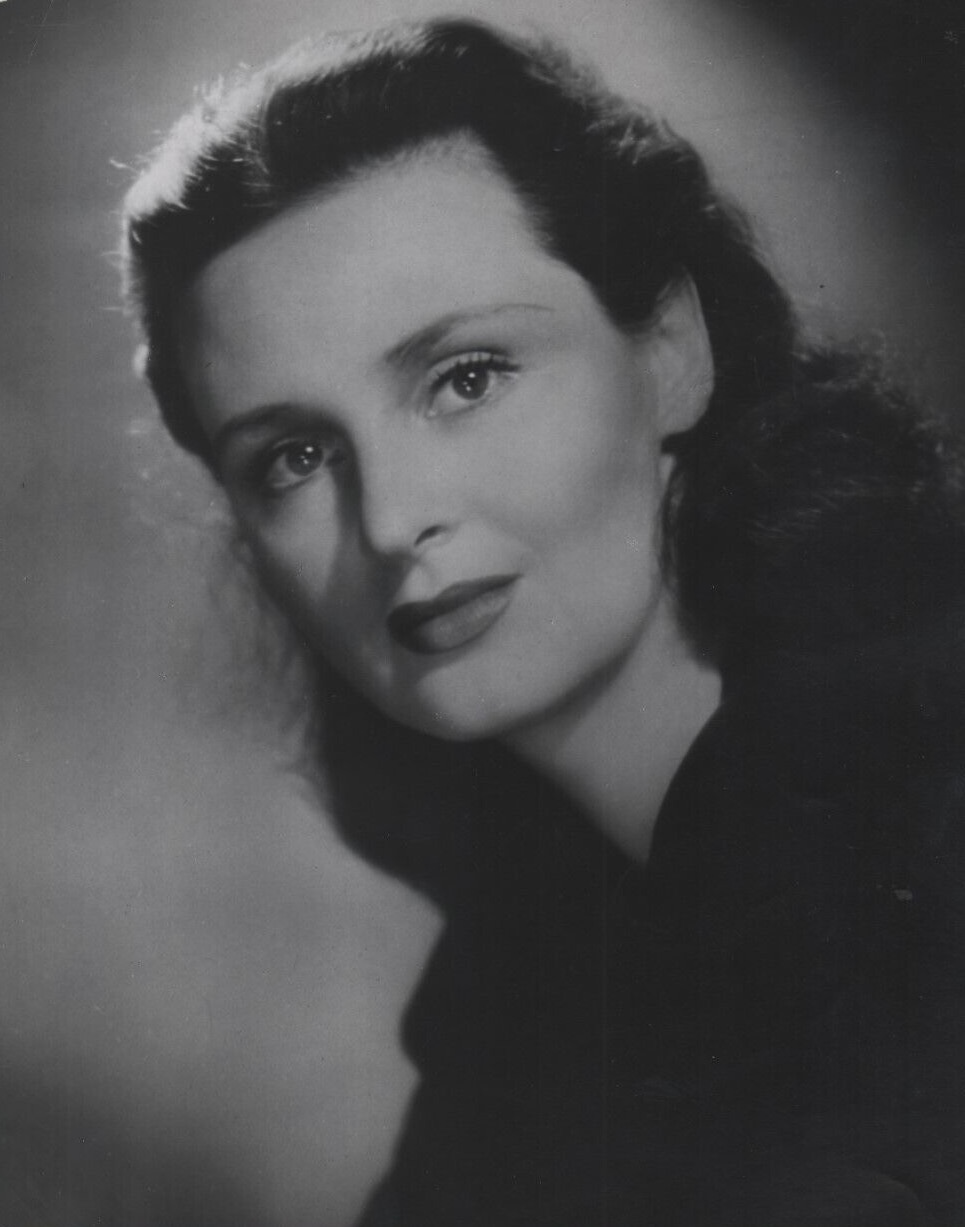

프랜시스 리드(영어: Frances Reid, 1914년 12월 9일 ~ 2010년 2월 3일)는 미국의 배우이다.
위치토폴스에서 태어났으며 로스앤젤레스에서 사망하였다. 사인은 알츠하이머병이다.

## 영화
- 어페어 (1973년)
- 안드로메다의 위기 (1971년)
- 세컨드 (1966년)
- 우리 생애 나날들 (1965년)
- FBI (1965년)
- 페리 메이슨 (1957년)
- 애즈 더 월드 턴즈 (1956년)